# Doctor-X～外科醫·大門未知子～
《派遣女醫》，為日本朝日電視台自2012年10月18日起播出的週四晚間九點檔。由米倉涼子主演。劇情講述直言敢諫的派遣醫師大門未知子，討厭結群、討厭權力、討厭束縛，以其專業執照以及高超的技術作為武器，勇於挑戰白色巨塔封建體系的故事。
台灣由HamiVideo、FriDay影音、KKTV、MyVideo播出。

## 播出時間、日期

### 首播
- 第一季

| 播放地區 | 播出頻道       | 播出日期                       | 備註 |
| 日本     | 朝日電視台     | 2012年10月18日至2012年12月13日 |      |
| 香港     | TVB            | 2014年3月22日至2014年5月10日   |      |
| 台灣     | 緯來日本台     | 2012年12月18日至2012年12月27日 |      |
| 台灣     | 愛爾達影劇台   | 2014年4月29日                  |      |
| 台灣     | WakuWaku Japan |                                |      |

- 第二季

| 播放地區 | 播出頻道       | 播出日期                       | 備註 |
| 日本     | 朝日電視台     | 2013年10月17日至2013年12月19日 |      |
| 香港     | TVB            | 2015年10月24日至2015年12月19日 |      |
| 台灣     | 緯來日本台     | 2014年1月2日至2014年1月14日    |      |
| 台灣     | 愛爾達綜合台   | 2014年7月2日至2014年7月16日    |      |
| 台灣     | WakuWaku Japan |                                |      |

- 第三季

| 播放地區 | 播出頻道       | 播出日期                                                | 備註 |
| 日本     | 朝日電視台     | 2014年10月9日至2014年12月18日                           |      |
| 香港     | TVB            | 2016年4月9日至2016年4月30日 2016年5月8日至2016年6月19日 |      |
| 台灣     | 緯來日本台     | 2015年1月29日至2015年2月12日                            |      |
| 台灣     | 愛爾達影劇台   | 2015年7月21日至2015年8月4日                             |      |
| 台灣     | WakuWaku Japan |                                                         |      |

- 特別篇

| 播放地區 | 播出頻道       | 播出日期       | 備註 |
| 日本     | 朝日電視台     | 2016年7月3日   |      |
| 台灣     | 緯來日本台     | 2016年12月21日 |      |
| 台灣     | WakuWaku Japan |                |      |

- 第四季

| 播放地區 | 播出頻道       | 播出日期                       | 備註 |
| 日本     | 朝日電視台     | 2016年10月13日至2016年12月22日 |      |
| 香港     | TVB            | 2017年1月8日至2017年2月19日    |      |
| 台灣     | 緯來日本台     | 2016年12月22日至2017年1月5日   |      |
| 台灣     | 愛爾達影劇台   | 2019年7月10日至2019年8月5日    |      |
| 台灣     | WakuWaku Japan |                                |      |

- 第五季

| 播放地區 | 播出頻道       | 播出日期                       | 備註 |
| 日本     | 朝日電視台     | 2017年10月12日至2017年12月14日 |      |
| 香港     | TVB            | 2017年11月25日至2018年2月3日   |      |
| 台灣     | 緯來日本台     | 2017年12月26日至2018年1月8日   |      |
| 台灣     | 愛爾達影劇台   | 2019年8月6日至2019年8月27日    |      |
| 台灣     | WakuWaku Japan |                                |      |

- 第六季

| 播放地區 | 播出頻道       | 播出日期                       | 備註                             |
| 日本     | 朝日電視台     | 2019年10月17日至2019年12月19日 | 為朝日電視台啟播60周年紀念作品。 |
| 香港     | TVB            | 2019年11月23日至2020年1月25日  |                                  |
| 台灣     | 緯來日本台     | 2020年1月9日至2020年1月22日    |                                  |
| 台灣     | 愛爾達影劇台   | 2020年4月1日至2020年4月14日    |                                  |
| 台灣     | WakuWaku Japan |                                |                                  |

- 第七季

| 播放地區 | 播出頻道       | 播出日期                       | 備註                         |
| 日本     | 朝日電視台     | 2021年10月14日至2021年12月16日 | 並將聚焦於百年一遇的大流行。 |
| 台灣     | WakuWaku Japan | 2021年10月24日至2021年12月26日 |                              |
| 台灣     | 愛爾達影劇台   | 2021年12月16日至2021年12月29日 |                              |
| 台灣     | 緯來日本台     | 2021年12月30日至2022年1月13日  |                              |
| 台灣     | 三立iNEWS      | 2025年1月16日至2025年1月30日   |                              |
| 香港     | J2             | 2022年1月1日至2022年4月2日     |                              |

### 影音平台
- 2016年起亦透過影音平台CHOCO TV與KKTV於臺灣發布。
- 而馬來西亞觀眾可透過大馬影音平台dimsum觀看。
- 第六季則由臺灣friDay影音與KKTV於10月18日起每週五播出。
- 第七季香港由myTV SUPER緊貼日本點播。臺灣由friDay影音於10月15日起每週五播出。
- 臺灣觀眾亦可透過中華電信HamiVideo，點選觀看第一季至第六季(觀看需加入付費會員)。

| 頻道/影音  | 所在地   | 播出日期                                                              | 播出時間 |
| ---------- | -------- | --------------------------------------------------------------------- | -------- |
| dimsum     | 马来西亚 |                                                                       |          |
| myTV SUPER | 香港     |                                                                       |          |
| HamiVideo  | 臺灣     |                                                                       |          |
| FriDay影音 | 臺灣     |                                                                       |          |
| KKTV       | 臺灣     |                                                                       |          |
| MyVideo    | 臺灣     | 第一、二季：2022年3月30日 第三季：2022年4月13日 第四季：2022年4月20日 |          |

## 概述
本劇主要描寫一位外型和一般醫生形象截然不同的神秘女子「大門未知子」（米倉涼子飾）。因為日本特殊的醫院文化，衍生出派遣醫生這樣的工作形式，她從醫大畢業後就到惡劣環境行醫練出一身精湛的開刀技術，但她的表現近乎不通人情，時間一到就立刻下班，她在醫院從不參與派系鬥爭，與大學醫院醫局人員間的糾葛，僅以她最擅長的開刀技術在這樣的體系下生存，成為醫院裡醫生的眼中釘。
廣告標語第一季為「超級醫生是『派遣女』。」（スーパードクターは“ハケン”の女。），第二到六季為「我，絕不失敗。」（私、失敗しないので。）。
前五季主題曲皆為Superfly擔任，分別演唱主題曲〈Force〉、〈Bi-Li-Li Emotion〉、〈讓愛遍布全身〉（愛をからだに吹き込んで）、〈99〉，其中〈Bi-Li-Li Emotion〉是以大門未知子「堅強女性」的形象所作。
大門未知子著名的名言為：「我不做」（いたしません）、「我，絕不失敗。」（私、失敗しないので。）。
基於系列收視率理想，電視台於2012年起十年前後製作合共七季劇集。第三季及第四季中間亦有推出探尋製作電影版可行性的單集特別篇，但結果直至第七季以後，才拍板製作電影，並會定性為整個系列的完結篇。

## 劇情簡介
第一季
因帝都醫科大學第三醫院外科突然有3名外科醫生離職，使得事務長寺山趕緊找了派遣醫生「大門未知子」來遞補空缺，並宣稱能一人抵三人的缺。而大門對於大學醫院內的繁文縟節一切不予理會，其他外科醫生對他的不通情理、準時下班感到略有微詞。但未知子的手術技術讓同事漸漸的信任她。
第二季
在北海道賽馬的未知子，賭的馬因搶道而摔倒，導致他輸得身無分文，後來得知是馬淵所投資的馬，而馬淵的馬骨折導致將面臨安樂死的命運，神原宣稱未知子可以進行手術，而被其他獸醫質疑手術的可能性後，未知子表示「我，是絕對不會失敗的！」而將馬送進手術室，並成功完成。數周後未知子出現在「帝都醫科大學附屬醫院總院」的會議中，討論著內科統括部長患有大腿骨肉腫的特別患者手術，當大家覺得下肢在手術後可能切除時，未知子提出異議，在會議中強烈主張能夠保留下肢，引起外科醫生們議論紛紛，並對於新來的派遣醫生未知子相當質疑。
第三季
勇敢挑戰成功率與生存率極低，連手術程序都未確立的手術，她就是大門未知子。在沾滿金錢與慾望的白色巨塔內，以搶救患者生命為第一要務的她，這次被派遣到「國立高度醫療中心」。國立高度醫療中心，是向世界展示日本最高醫療技術、確立強國威信的「日本醫學界最頂尖的特定機能醫院」，但實際上卻是各自代表東、西的「東帝大學醫院」與「西京大學醫院」爭權奪利的白色巨塔！在這樣的醫療體系中，未知子秉持著「救人為第一要務，只要對方還活著，就要繼續下去」的信念，挺進這座白色巨塔……
特別篇
大門一行人在金澤渡假時，偶然遇上在路中病危的議員，毅然進入位處當地，日本首間推崇藥物手術融合治療的機構，進行緊急外科手術。這間醫院是少數在政治和實力上，可以跟國立高度醫療中心及東帝大學醫院匹敵的機構，讓當地其他醫院醫生有所顧忌。該處院長其後邀請大門協助治療一位國家級溜冰選手，只是當地內科藥療醫生恃著強勢阻撓，院長亦暗地裡另有盤算，更在關鍵時刻奪走了大門最強的外科手術武器……
第四季
本次大門來到因「隱蔽醫療疏失、派系鬥爭」而導致聲勢暴跌的國內最頂尖大學醫院「東帝大學醫院」（為第一、二季裡的帝都醫科大學第三醫院、帝都醫科大學附屬醫院的本部），新院長則是由國立高度醫療中心來的蛭間重勝來「重建名聲」。他狡猾地清除其他高層的做法，惹來前院長妹妹從海外回歸，帶著多名病人和醫師方面的外援進行角力。醫局的弱化以及靠著醫師來當作醫院的「招牌」，大學醫院便成如企業鬥爭般的經營，「不失敗的女人」將開啟新的戰局……
第五季
東帝大學醫院換了主張「病患至上」、為人廉潔且將對醫院大改革的新女院長，然而因為知名記者的情夫而下台。前一季因醜聞下台的蛭間重勝又被叫回擔任院長，且這次日本醫師聯誼會的會長，將與蛭間聯手製造背後巨大陰謀，來試圖鬥垮大門未知子，「不失敗的女人」是否會被巨大陰謀擊敗……
第六季
在進入令和時代，醫療界出現權威世代和次世代，電腦與人工智能共存等問題，東帝大學醫院在此當中出現龐大赤字，在這座白色巨塔破產前，曾讓多家企業再生，被稱為「禿鷹」的投資家尼古拉斯·丹下出手，提出醫院再生計劃。醫院開始步入重建的時期，無可避免要進行「醫療合理化」，包括裁員到削減經費等，本來以生命為優先的醫療現場，變成商業第一，漸漸產生另一場政治及權力鬥爭。就在此時，丹下把大門召回東帝大學醫院，在新的鬥爭激化之時，她再次進行孤高的戰鬥，但背後丹下在盤算什麼？
第七季
世界遭受百年一遇的流行病、令世界的醫療系統崩壞，而位於日本醫學界最高峰的東帝大學醫院也因此要以感染病治療與內科為優先，不緊切的外科手術則須延期。對於這個感染危機而回來的大門，面對疲於奔命的醫護現場，她絕對不會退縮。但是這兩年間，大門又經歷了什麼呢？她的新敵人又會是？

## 劇中醫療院所
帝都醫科大學附屬醫院（第1、2季）
東京都内的知名私立醫科大學，在全國各地有分院。
院內及分院的教授9成5為東帝大學醫生，被稱作為東帝大的殖民地。
在2019年（第6季）時陷入財政嚴重赤字的瀕死邊緣。
- 帝都醫科大學附屬第三分院（第1季）
- 帝都醫科大學附屬第十八分院
- 帝都醫科大學附屬第二十四分院
- 旭川交流醫院 帝都醫科大學系列醫院（第2季）

原守原來任職的醫院。
- 圣霍普金斯大学医院 （第2季）

位於美國马里兰州巴尔的摩的頂尖大學。（以[约翰斯霍普金斯大学医学院]為範本）
- 帝都醫科大學附屬第八分院（Doctor-Y～外科醫·加地秀樹～）

國立高度醫療中心（第3季）
日本最頂級醫療機關。（以國立研究開發法人國立癌症中心為範本）
- 國立高度醫療中心金澤分院（特別篇）

東帝大學醫院（第3、4、5、6、7季）
東京都内的國立大學醫院，帝都醫科大學附屬醫院皆為其旗下系列醫院。（以東京大學醫學部為範本）
西京大學醫院（第3季）
為西日本地區與東帝大學抗衡的大學醫院。（以京都大學醫學部為範本）
醫療法人社團 黑須醫療中心（特別篇）
位於石川縣金澤市以開發内科新藥聞名的醫院。（以先端醫療開發特區為範本）
特定國立研究開發法人 日本醫療產業機構
為政府機關各部會把持的特殊法人。（2014年成立，以國立研究開發法人日本醫療研究開發機構為範本）
慶林大學醫院（第4季）
與東帝大學醫院長年為敵的醫院，在最新的醫院排名中位居榜首。
波士頓哈佛醫科大學（第4季）
位於美國麻州波士頓的頂尖大學。（以哈佛医学院為範本）
王超國際診所（第4季）
王氏集團會長王超在中國上海開設的醫院。以高薪挖角東帝大學醫院的內科與外科醫生，並由久保東子擔任第一任院長。（第4季最終回）
布里吉醫科大學（第5季）
位於美國的頂尖大學。（以醫學院為範本）

## 人物登場季數
| 演員       | 角色          | 登場季數 | 登場季數 | 登場季數 | 登場季數 | 登場季數 | 登場季數 | 登場季數 | 登場季數 | 登場季數 |      |
| 演員       | 角色          | 1        | 2        | 3        | SP       | 4        | 5        | 6        | 7        | M        |      |
| ---------- | ------------- | -------- | -------- | -------- | -------- | -------- | -------- | -------- | -------- | -------- | ---- |
| 米倉涼子   | 大門未知子    | 主演     | 主演     | 主演     | 主演     | 主演     | 主演     | 主演     | 主演     | 主演     |      |
| 岸部一德   | 神原晶        | 共演     | 共演     | 共演     | 共演     | 共演     | 共演     | 共演     | 共演     | 共演     |      |
| 內田有紀   | 城之內博美    | 共演     | 共演     | 共演     | 共演     | 共演     | 共演     | 共演     | 共演     | 共演     |      |
| 勝村政信   | 加地秀樹      | 共演     | 客串     | 共演     | 常設     | 共演     | 客串     | 共演     | 共演     | 共演     |      |
| 鈴木浩介   | 原守          | 共演     | 客串     | 常設     | 常設     | 常設     | 常設     | 常設     | 常設     | 共演     |      |
| 田中圭     | 森本光        | 共演     |          |          |          |          | 常設     |          | 客串     | 共演     |      |
| 段田安則   | 鳥井高        | 常設     |          |          |          |          | 常設     |          |          |          |      |
| 伊東四朗   | 毒島隆之介    | 共演     | 客串     | 客串     |          |          |          |          |          |          |      |
| 藤木直人   | 近藤忍        |          | 共演     |          |          |          |          |          |          |          |      |
| 遠藤憲一   | 海老名敬      |          | 常設     | 共演     | 常設     | 客串     | 共演     | 共演     | 共演     | 共演     | 共演 |
| 西田敏行   | 蛭間重勝      |          | 共演     | 客串     | 常設     | 共演     | 共演     | 共演     | 共演     | 共演     |      |
| 北大路欣也 | 天堂義人      |          |          | 共演     |          |          |          |          |          |          |      |
| 高畑淳子   | 白木淳子      |          |          | 共演     |          |          |          |          | 客串     |          |      |
| 渡邊一惠   | 加藤峰司      |          |          | 常設     |          |          |          |          |          |          |      |
| 北野武     | 黑須貫太郎    |          |          |          | 共演     |          |          |          |          |          |      |
| 橋爪功     | 青柳忠志      |          |          |          | 常設     |          |          |          |          |          |      |
| 生瀨勝久   | 黃川田高之    |          |          |          | 常設     | 常設     |          |          |          |          |      |
| 吉田鋼太郎 | 西園寺猛司    |          |          |          |          | 常設     |          |          |          |          |      |
| 瀧藤賢一   | 北野亨        |          |          |          |          | 常設     |          |          |          |          |      |
| 泉平子     | 久保東子      |          |          |          |          | 常設     |          |          |          |          |      |
| 陣內孝則   | 豬又孝        |          |          |          |          |          | 常設     |          |          |          |      |
| 草刈正雄   | 內神田景信    |          |          |          |          |          | 常設     |          |          |          |      |
| 永山絢斗   | 西山直之      |          |          |          |          |          | 常設     |          |          |          |      |
| 今田美櫻   | 大間正子      |          |          |          |          |          |          | 常設     | 常設     | 共演     |      |
| 市村正親   | 尼古拉斯·丹下 |          |          |          |          |          |          | 常設     |          |          |      |
| 中山裕介   | 潮一摩        |          |          |          |          |          |          | 常設     |          |          |      |
| 武田真治   | 鮫島有        |          |          |          |          |          |          | 常設     |          |          |      |
| 野村萬齋   | 蜂須賀隆太郎  |          |          |          |          |          |          |          | 常設     |          |      |

## 設定
- 主角大門未知子，常被加地醫生稱為「惡魔」，是因其姓大門（Daimon）音近英文惡魔（dēmon）。
- 第三季醫院中的幾位主治醫師，其姓氏多取自日本高速公路對應的同名休息站。以東名高速公路為例，如海老名 敬取自神奈川縣的海老名SA、足柄 信太郎取自靜岡縣的足柄SA、富士川 清志郎取自靜岡縣的富士川SA。
- 每季每集客串角色之姓氏命名亦有規則可循。例如第一季第一集的一之瀨、第二季第二集的二宮、第三季第三集的三原、第四季第四集的四葉、第五季第五集的五反田、第六季第六集的六角橋或第七季第七集的七宮等，依此類推。(但也有少數幾集，集數與客串角色之姓氏毫無關聯，例如第五季第十集)
- 每季每集大門在介紹所打麻將的「叫糊」牌也是根據集數(一索、二萬)，依此類推。
- 每季每集片頭片尾的固定旁白：「不合群、討厭權威、討厭束縛。專業醫師執照及紮實養成的醫術，是她的唯一武器。外科醫師，大門未知子，又稱X醫生。」

## 製作團隊
- 劇本：中園美保／武井彩（第2季）／林誠人、寺田敏雄（日语：寺田敏雄）（第2季－）／香坂隆史（第4季－）/宇田学 （第4季）
- 音樂：澤田完
- 旁白：田口智朗（粵語配音：陳冠宏（第1季）、張炳強（第2季）、蘇強文 （第3-7季、SP））
- 導演：田村直己（特別篇）、松田秀知／山田勇人（第3季、第5季，第7季）
- 總助理導演：松川嵩史
- 助理導演：山田勇人／澀谷英史、黑川未希、上田迅（第1季）
- 音效：谷川義春 （第1－2季）／ 高木秀和（第3季）
- 特效：松井祐一／相蘇敬介（第3季）
- 醫療美術：井口浩
- 圖像CG：小林宏嗣
- 電腦圖像CG：石原太郎／渡邊大輔（第3季）
- 視覺特效：古家大悟（第2季）／山本貴歳（第3季）
- 手術影像協助：Gaffiti
- 影像顧問：松本英之
- 醫學顧問：森田豐
- 外科顧問：新村核
- 外科指導：本橋英明／木村憲幸、關谷武司、湯澤美季（第1季）／益原大志（第2 - 3季）
- 麻醉科取材協助：筒井富美
- 外科協助：松尾成吾（第2季）
- 整形外科協助：土屋弘行（第2 - 3季）
- 心臓血管外科協助：益原大志、澤芳樹（第3季）
- 手術支援機器人協助：川嶋健嗣、菅野貴皓（第3季）
- 圖像協助：吉田昭三、茨木保（第3季）
- 症例顧問：加藤友朗（第2季）
- 護理指導：石田喜代美
- 舞蹈指導：TETSU、AI（第1季）
- 編舞：逢櫻月叶未（第2季）／熊谷珠美（第3季）
- 指導：七字幸久
- 桌球指導：東京桌球俱樂部（第3季）
- 企劃協助：古賀誠一（奧斯卡傳播）
- 總製作人：内山聖子
- 製作人：西河喜美子、霜田一壽、大垣一穂／大江達樹、池田禎子（第1－2季）／峰島亞由美、菊地裕幸（第3季）
- 副製作人：髙橋優子／峰島步美（第1－2季）／伊藤悠祐（第3季）
- 製作協助：The Works（製作公司）
- 製作出品：朝日電視台

## 主題歌
第一季
- Superfly：〈Force〉（日本華納音樂）

第二季
- Superfly：〈Bi-Li-Li Emotion〉（日本華納音樂）

第三季
- Superfly：〈讓愛遍布全身〉（愛をからだに吹き込んで）（日本華納音樂）

第四季
- Superfly：〈99〉（日本華納音樂）

第五季
- Superfly：〈UNISON〉（日本華納音樂）
- Superfly：〈Force -Orchestra Ver.-〉（日本華納音樂）

第六季
- P!nk：〈So What〉

第七季
- Ado：〈阿修羅ちゃん〉

劇場版FINAL
- Ado：〈Episode X〉

## 獲獎紀錄
| 年份   | 大賞名稱                   | 獎項         | 結果 |
| ------ | -------------------------- | ------------ | ---- |
| 2013年 | 東京連續劇獎2013（日語：東京ドラマアウォード） | 作品類優秀獎 | 獲獎 |

## 發行

### DVD、藍光
Doctor-X～外科醫·大門未知子〜
- 《～外科醫·大門未知子～DVD-BOX》2013年3月20日，朝日電視台發行

Doctor-X～外科醫·大門未知子～ 2
- 《～外科醫·大門未知子～ 2 DVD-BOX》2014年3月19日，朝日電視台發行

Doctor-X～外科醫·大門未知子～3
- 《～外科醫·大門未知子～ 3 DVD-BOX》2015年3月18日，朝日電視台發行

Doctor-X～外科醫·大門未知子～ Special
- 《～外科醫·大門未知子～ Special DVD》2016年9月28日，朝日電視台發行
- 《～外科醫·大門未知子～ Special Blu-ray》2016年9月28日，朝日電視台發行

Doctor-X～外科醫·大門未知子～4
- 《～外科醫·大門未知子～ 4 DVD-BOX》2017年3月15日，朝日電視台發行
- 《～外科醫·大門未知子～ 4 Blu-ray BOX》2017年3月15日，朝日電視台發行

Doctor-X～外科醫·大門未知子～5
- 《～外科醫·大門未知子～ 5 DVD-BOX》2018年3月7日，朝日電視台發行
- 《～外科醫·大門未知子～ 5 Blu-ray BOX》2018年3月7日，朝日電視台發行

Doctor-X～外科醫·大門未知子～6
- 《～外科醫·大門未知子～ 6 DVD-BOX》2020年4月22日，朝日電視台發行
- 《～外科醫·大門未知子～ 6 Blu-ray BOX》2020年4月22日，朝日電視台發行

### CD
- 《～外科醫·大門未知子～ Original Soundtrack》2014年3月19日，音樂：澤田完，日本古倫美亞發行
- 《～外科醫·大門未知子～ Original Soundtrack 2》2016年12月21日，音樂：澤田完，日本古倫美亞發行

## 衍生作品

### 漫畫
| 卷數   | 幻冬舍        | 幻冬舍              |
| 卷數   | 發售日期      | ISBN                |
| ------ | ------------- | ------------------- |
| Book.1 | 2013年8月9日  | ISBN 978-4344024373 |
| Book.2 | 2013年9月27日 | ISBN 978-4344024557 |

### 劇集
《Doctor-Y～外科醫·加地秀樹～》是一部日本醫療劇，為《Doctor-X～外科醫·大門未知子～》的衍生劇，並由勝村政信主演。

### 電影
《劇場版 Doctor-X FINAL》（劇場版ドクターX FINAL）日本於2024年12月6日上映。

#### 登場人物
- 大門未知子：米倉涼子（醫學生時期：八木莉可子[7]）
- 森本光：田中圭
- 城之内博美：內田有紀
- 大間正子：今田美櫻
- 加地秀樹：勝村政信
- 原守：鈴木浩介
- 海老名敬：遠藤憲一
- 神原晶：岸部一德
- 蛭間重勝：西田敏行
- 神津比呂人 / 神津多可人：染谷將太[8]
- 東村練：西畑大吾[9]
- 毒島隆之介：伊東四朗[7]
- 近藤悠介：田口智朗[7]

#### 製作團隊
- 脚本：中園美保
- 導演：田村直己
- 總製作人：內山聖子
- 配樂：澤田完
- 作公司：THE WORKS
- 製作幹事：朝日電視台
- 製作：「劇場版ドクターX」製作委員会
- 發行商：東寶

## 節目的變遷

### 日本
| 日本 朝日電視台 週四晚間九點連續劇                          | 日本 朝日電視台 週四晚間九點連續劇                 | 日本 朝日電視台 週四晚間九點連續劇                      |
| ----------------------------------------------------------- | -------------------------------------------------- | ------------------------------------------------------- |
|                                                             | ～外科醫·大門未知子～ （2012.10.18 - 2012.12.13）  |                                                         |
| 遺留搜查2 （2012.07.12 - 2012.09.06）                       | 婆媳誰怕誰 （2013.01.17 - 2013.03.14）             |                                                         |
| DOCTORS 2〜最強名醫〜 （2013.07.11 - 2013.09.05）           | ～外科醫·大門未知子～2 （2013.10.17 - 2013.12.19） | 緊急審訊室 （2014.01.09 - 2014.03.13）                  |
| 零的真相〜監察醫·松本真央〜 （2014.07.17 - 2014.09.11）     | ～外科醫·大門未知子～3 （2014.10.09 - 2014.12.18） | DOCTORS 3〜最強名醫〜 （2015.01.08 - 2015.03.05）       |
| 初次見面，我愛你 （2016.07.14 - 2016.09.15）                | ～外科醫·大門未知子～4 （2016.10.13 - 2016.12.22） | 就活家族～一定會順利的～ （2017.01.12 - 2017.03.09）    |
| 黑革記事本 （2017.07.20 - 2017.09.14）                      | ～外科醫·大門未知子～5 （2017.10.12 - 2017.12.14） | BG～身邊警護人～ （2018.01.18 - 2018.03.15）            |
| Sign～法醫學者 柚木貴志的事件～ （2019.07.11 - 2019.09.12） | ～外科醫·大門未知子～6 （2019.10.17 - 2019.12.19） | 刑事與檢事 所轄與地檢的24時 （2020.01.16 - 2020.03.12） |
| 女王偵訊室4 （2021.07.08 - 2021.09.16）                     | ～外科醫·大門未知子～7 （2021.10.14 - 2021.12.16） | 隔壁的阿力 （2022.01.20 - 2022.03.31）                  |

### 台湾
| 臺灣 緯來日本台 週一至週五 21:00 - 22:00   | 臺灣 緯來日本台 週一至週五 21:00 - 22:00                                   | 臺灣 緯來日本台 週一至週五 21:00 - 22:00 |
| ------------------------------------------ | -------------------------------------------------------------------------- | ---------------------------------------- |
|                                            | （2012.12.18 - 2012.12.27）                                                |                                          |
| （2012.12.04 - 2012.12.17）                | (2012.12.28-墊檔節目) (2013.01.01-元旦特別節目) （2013.01.02 -2013.01.16） |                                          |
| 星期一至五 22:00 - 00:00                   |                                                                            |                                          |
| （2013.12.23 - 2013.12.30）                | （2014.01.02 - 2014.01.14）                                                | （2014.01.15 - 2014.01.27）              |
| 每週一至五 23:00-24:00                     |                                                                            |                                          |
| （2015.01.15 - 2015.01.28）                | （2015.01.29 - 2015.02.12）                                                | （2015.02.16）                           |
| 星期三22:00-24:00                          |                                                                            |                                          |
| （2016.12.13 - 2016.12.20）                | （2016.12.21）                                                             | （2017.01.09 - 2017.01.16）              |
| 每週一至五 22:00~24:00                     |                                                                            |                                          |
| （2017.04.12 － 2017.04.25）               | （2016.12.22 - 2017.01.05）                                                | （2017.05.11 - 2017.05.24）              |
| 週一至五 22:00-24:00                       |                                                                            |                                          |
|                                            | （2017.12.26 － 2018.01.08）                                               | （2018.01.10 - 2018.01.24）              |
| 星期一至五 21:00 - 22:00                   |                                                                            |                                          |
| （2019.10.30 - 2020.01.08）                | （2020.01.09 - 2020.01.22）                                                | （重播） （2020.01.30 - 2020.02.14）     |
| 星期一至五 22:00 - 23:00                   |                                                                            |                                          |
| 約定的灰姑娘 （2021.12.02－2021.12.15）    | （重播） （2021.12.16 - 2021.12.29） （2021.12.30 - 2022.01.13）           | X光室的奇蹟2 （2022.01.14－2022.01.28）  |
| 星週一至五 21:00 - 22:00                   |                                                                            |                                          |
| 狗與我與執行官 （2023年11月3日－11月15日） | （重播） （2023年11月16日－11月29日）                                      | Get Ready! （2023年11月30日－12月13日）  |

| 臺灣 WakuWaku Japan - | 臺灣 WakuWaku Japan -       | 臺灣 WakuWaku Japan - |
| --------------------- | --------------------------- | --------------------- |
|                       | （ - ）                     |                       |
| —                     | —                           |                       |
| -                     |                             |                       |
| —                     | （ - ）                     | —                     |
| -                     |                             |                       |
| —                     | （- ）                      | —                     |
| -                     |                             |                       |
| —                     | （- ）                      | —                     |
| -                     |                             |                       |
| —                     | （- ）                      | —                     |
| -                     |                             |                       |
| —                     | （- ）                      | —                     |
| -                     |                             |                       |
| —                     | （- ）                      | —                     |
| 週日 23:00 - 24:00    |                             |                       |
| —                     | （2021.10.24 - 2021.12.26） | —                     |

| 臺灣 三立iNEWS 週一至週五 21:55 - 23:00 | 臺灣 三立iNEWS 週一至週五 21:55 - 23:00 | 臺灣 三立iNEWS 週一至週五 21:55 - 23:00 |
| --------------------------------------- | --------------------------------------- | --------------------------------------- |
|                                         | （2025.01.16 - 2025.01.30）             |                                         |
| （2023.01.03 - 2025.01.15）             | (2025.01.30-2025.02.18)                 |                                         |

### 香港
| 香港 無綫網絡電視煲劇1台 星期六 14:00 - 16:00及18:30 - 20:30                                                                                                 | 香港 無綫網絡電視煲劇1台 星期六 14:00 - 16:00及18:30 - 20:30 | 香港 無綫網絡電視煲劇1台 星期六 14:00 - 16:00及18:30 - 20:30                    |
| --- | ------------------------------------------------------------ | ------------------------------------------------------------------------------- |
| | （2013.08.17 - 2013.09.07）                                  |                                                                                 |
| （2013.06.08 - 2013.08.10） | （2013.09.14 - 2013.10.12）                                  |                                                                                 |
| 星期六 14:00 - 16:00及18:30 - 20:30 5月3日 15:00 - 16:15及19:45 - 21:00                                                                                      |                                                              |                                                                                 |
| 流氓蛋糕店 （2014.02.08 - 2014.05.03） | （2014.05.03 - 2014.05.31）                                  | （2014.06.07 - 2014.07.05）                                                     |
| 香港 無綫網絡電視TVB日劇台 星期六 15:30 - 17:30、19:30 - 21:25/21:30及23:30 - 01:30 · 5月9日 15:30 - 16:45、19:30 - 20:45及23:30 - 00:45                     |                                                              |                                                                                 |
| （14:00-16:00） （2015.02.28 - 2015.03.28）百年新娘（16:00-18:00） （2015.01.31 - 2015.03.28）                                                               | （2015.04.04 - 2015.05.09）                                  | 問題餐廳 （2015.05.16 - 2015.06.13）                                            |
| 香港 myTV SUPER日劇台 星期五 13:30 - 14:30、16:30 - 17:30、19:30 - 20:30及22:30 - 23:30 · 9月15日 13:30 - 15:30、16:30 - 18:30、19:30 - 21:30及22:30 - 00:30 |                                                              |                                                                                 |
| 幸福的記憶 （2017.09.08） | （2017.09.15） （2017.09.22 - 2017.12.01）                   | 同一屋簷下 （2017.12.08 - 2018.02.23） 同一屋簷下II （2018.03.02 - 2018.05.18） |
| 星期一13:30-14:30、16:30-17:30、19:30-20:30及22:30-23:3 |                                                              |                                                                                 |
| 緊急救命3 （2018.03.19 - 2018.05.21） | （2018.05.28 - 2018.07.30）                                  | 雙面醫生2 （2018.08.06 - 2018.10.15）                                           |

| 香港 無綫電視高清翡翠台 星期六 23:00 - 00:00 · 3月22日 23:30 - 00:45 · 5月10日 23:45 - 01:00                                                                        | 香港 無綫電視高清翡翠台 星期六 23:00 - 00:00 · 3月22日 23:30 - 00:45 · 5月10日 23:45 - 01:00 | 香港 無綫電視高清翡翠台 星期六 23:00 - 00:00 · 3月22日 23:30 - 00:45 · 5月10日 23:45 - 01:00     |
| --- | -------------------------------------------------------------------------------------------- | ------------------------------------------------------------------------------------------------ |
| | （2014.03.22 - 2014.05.10）                                                                  |                                                                                                  |
| （2013.12.21 - 2014.03.08） （2014.03.15） | （2014.05.17 - 2014.07.26）                                                                  |                                                                                                  |
| 香港 無綫電視J2 星期六 22:05 - 23:05 · 10月24日 22:35 - 23:55 · 11月21日 23:05 - 00:05 · 11月28日起 23:00 - 00:05 · 12月12日 22:50 - 23:50 · 12月19日 23:00 - 00:35 |                                                                                              |                                                                                                  |
| （2015.08.08 - 2015.10.17） | （2015.10.24 - 2015.12.19）                                                                  | （2015.12.26 - 2016.04.02）                                                                      |
| 星期六 22:30/22:35 - 23:35 4月9日及16日 22:30 - 23:45 4月23日 22:40 - 23:40                                                                                         |                                                                                              |                                                                                                  |
| （2015.12.26 - 2016.04.02） | 女醫神Doctor X 3（第1-4集） （2016.04.09 - 2016.04.30）                                                      | 未生 （2016.05.07 - 2016.09.10）                                                                 |
| 星期日 23:00/23:05 - 00:05 6月5日 23:35 - 00:35 6月19日 23:00 - 00:35                                                                                               |                                                                                              |                                                                                                  |
| （2016.04.24 - 2016.05.01） | 女醫神Doctor X 3（第5-11集） （2016.05.08 - 2016.06.19）                                                     | IMAT 非常救援隊 （2016.06.26 - 2016.07.03） IMAT 非常救援隊2 （2016.07.10 - 2016.07.17）         |
| 星期六 22:45 - 23:45 及 星期日 22:35 - 23:35 1月1日 22:30 - 00:45 1月8日及2月19日 22:35 - 23:50 1月14日 22:45 - 00:05 1月28日及29日 暫停播映                        |                                                                                              |                                                                                                  |
| （2016.12.03 - 2016.12.25） | （2017.01.01） （2017.01.08 - 2017.02.19）                                                   | 星期六：無敵律師 （2017.02.25 - 2017.05.07）星期日：A LIFE：深愛的人 （2017.02.26 - 2017.04.30） |
| 星期六 23:00 - 00:05 11月25日及12月2日 23:00 - 00:15 1月6日起 22:35 - 23:35 1月20日 22:35 - 23:55 1月27日 暫停播映 2月3日 22:35 - 00:05                             |                                                                                              |                                                                                                  |
| HELLO！刺蝟偵探 （2017.09.09 - 2017.11.18） | （2017.11.25 - 2018.02.03）                                                                  | 孤獨的美食家宮城出差篇 （2018.02.10）                                                            |
| 香港 無綫電視J2 星期六 22:35 - 23:35 · 11月23日 22:15 - 23:35 · 11月30日 22:15 - 23:20 · 1月11日 22:30 - 23:30 · 1月18日 22:35 - 23:30 · 1月25日 22:30 - 23:45      |                                                                                              |                                                                                                  |
| 疑情殺機 （2019.11.09 - 2019.11.16） | （2019.11.23 - 2020.01.25）                                                                  | 中學聖日記 （2020.02.08 - 2020.05.02）                                                           |
| 星期六22:15- 23:15 1月1日23:00-24:15 1月22日22:30-23:30 |                                                                                              |                                                                                                  |
| 天國與地獄～瘋狂的2人～ （2021.11.07-12.25） | （2022.01.01 - 2022.04.02）                                                                  | TOKYO MER～行动急诊室～ (2022.04.23-)                                                            |

## 外部連結
Doctor-X～外科醫·大門未知子～1
- ～外科醫·大門未知子～1朝日電視台官方網站 （页面存档备份，存于）（日語）

Doctor-X～外科醫·大門未知子～2
- ～外科醫·大門未知子～2朝日電視台官方網站 （页面存档备份，存于）（日語）

Doctor-X～外科醫·大門未知子～3
- ～外科醫·大門未知子～3朝日電視台官方網站 （页面存档备份，存于）（日語）

Doctor-X～外科醫·大門未知子～特別篇
- ～外科醫·大門未知子～特別篇朝日電視台官方網站 （页面存档备份，存于）（日語）

Doctor-X～外科醫·大門未知子～4
- ～外科醫·大門未知子〜4朝日電視台官方網站 （页面存档备份，存于）（日語）

Doctor-X～外科醫·大門未知子～5
- ～外科醫·大門未知子～5朝日電視台官方網站 （页面存档备份，存于）（日語）

Doctor-X～外科醫·大門未知子～6
- ～外科醫·大門未知子～6朝日電視台官方網站 （页面存档备份，存于）（日語）

Doctor-X～外科醫·大門未知子～7
- ～外科醫·大門未知子～7朝日電視台官方網站 （页面存档备份，存于）（日語）
- Doctor-X的X（前Twitter）
- Doctor-X～外科醫·大門未知子～的Instagram帳戶

網際網路電影資料庫
- 互联网电影数据库（IMDb）上《Doctor-X 2012 - 2016》的资料（英文）
- 互联网电影数据库（IMDb）上《Doctor-X SP》的资料（英文）

劇場版 Doctor-X
- 劇場版 Doctor-X官方網站 （页面存档备份，存于）（日語）
- 劇場版 Doctor-X的X（前Twitter）（日語）
- 劇場版 Doctor-X的Instagram帳戶（日語）
- 劇場版 Doctor-X的TikTok（日語）